# Clay County (Kansas)
Clay County ist ein County im Bundesstaat Kansas der Vereinigten Staaten. Das U.S. Census Bureau hat bei der Volkszählung 2020 eine Einwohnerzahl von 8117 ermittelt.
Der Verwaltungssitz (County Seat) ist Clay Center. Das County gehört zu den Dry Countys, was bedeutet, dass der Verkauf von Alkohol eingeschränkt oder verboten ist.

## Geographie
Das County liegt im Nordosten von Kansas, ist im Norden etwa 40 km von Nebraska entfernt und hat eine Fläche von 1698 Quadratkilometern, wovon 30 Quadratkilometer Wasserfläche sind. Es grenzt im Uhrzeigersinn an folgende Countys: Washington County, Riley County, Geary County, Dickinson County, Ottawa County und Cloud County.

## Geschichte

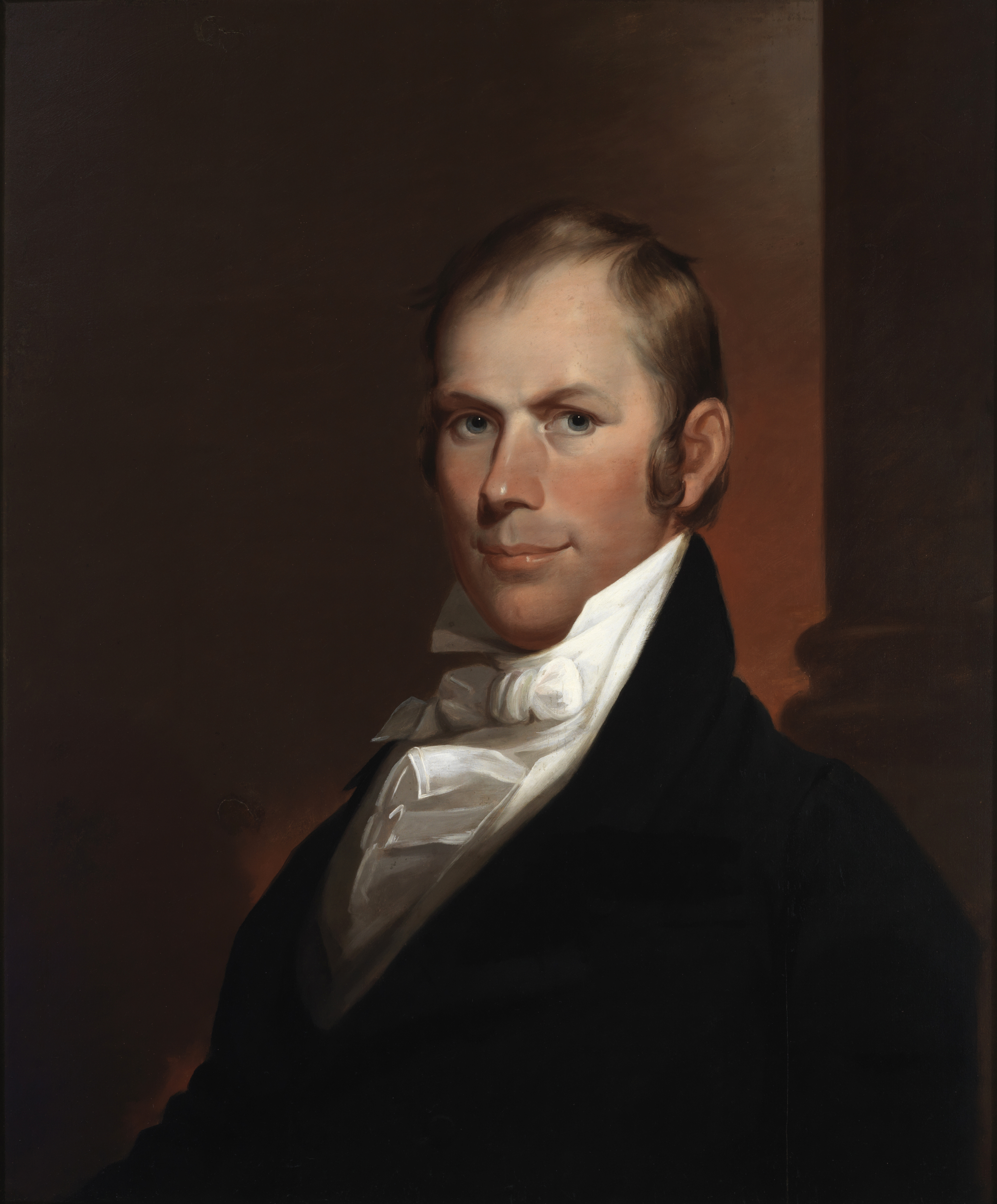
Henry Clay

Clay County wurde am 20. März 1857 als Original-County aus freiem Territorium gebildet. Benannt wurde es nach Henry Clay, einem US-amerikanischen Politiker, Mitglied des Repräsentantenhauses, des Senats, Außenminister, mehrfacher Präsidentschaftskandidat und Gegner der Sklaverei.
Da der Republican River das County vom Nordwesten nach Südwesten durchfließt, spielte der Bau von Brücken eine wichtige Rolle in der Geschichte des Countys. Die erste Brücke wurde 1875 nahe Clay Center erbaut, die zweite 1880 nahe Vining. Weitere Brücken bei Wakefield, Morganville, und Broughton folgten. Die erste Schule wurde 1864 in der Nähe von Lincoln Creek eingerichtet. Die erste Kirche wurde 1868 in Clay Center gebaut.
4 Bauwerke und Stätten des Countys sind im National Register of Historic Places eingetragen.

## Demografische Daten

Alterspyramide des Clay Countys (Stand: 2000)

Nach der Volkszählung im Jahr 2000 lebten im Clay County 8822 Menschen in 3617 Haushalten und 2517 Familien im Clay County. Die Bevölkerungsdichte betrug 5 Einwohner pro Quadratkilometer. Ethnisch betrachtet setzte sich die Bevölkerung zusammen aus 97,72 Prozent Weißen, 0,57 Prozent Afroamerikanern, 0,41 Prozent amerikanischen Ureinwohnern, 0,15 Prozent Asiaten und 0,26 Prozent aus anderen ethnischen Gruppen; 0,9 Prozent stammten von 2 oder mehr Ethnien ab. 0,83 Prozent der Bevölkerung waren spanischer oder lateinamerikanischer Abstammung.
Von den 3617 Haushalten hatten 30,5 Prozent Kinder unter 18 Jahren, die mit ihnen gemeinsam lebten. 59,9 Prozent waren verheiratete, zusammenlebende Paare, 6,1 Prozent waren allein erziehende Mütter und 30,4 Prozent waren keine Familien. 27,7 Prozent aller Haushalte waren Singlehaushalte und in 15,4 Prozent lebten Menschen mit 65 Jahren oder darüber. Die Durchschnittshaushaltsgröße betrug 2,39 und die durchschnittliche Familiengröße betrug 2,91 Personen.
24,9 Prozent der Bevölkerung waren unter 18 Jahre alt. 6,7 Prozent zwischen 18 und 24 Jahre, 23,9 Prozent zwischen 25 und 44 Jahre, 23,7 Prozent zwischen 45 und 64 Jahre und 20,8 Prozent waren 65 Jahre alt oder älter. Das Durchschnittsalter betrug 41 Jahre. Auf 100 weibliche Personen kamen 99,1 männliche Personen. Auf 100 erwachsene Frauen ab 18 Jahren kamen 95,6 Männer.
Das jährliche Durchschnittseinkommen eines Haushalts betrug 33.965 USD, das Durchschnittseinkommen einer Familie betrug 41.103 USD. Männer hatten ein Durchschnittseinkommen von 28.817 USD, Frauen 17.760 USD. Das Prokopfeinkommen betrug 17.939 USD. 6,8 Prozent der Familien und 10,1 Prozent der Bevölkerung lebten unterhalb der Armutsgrenze.

## Orte im County
- Browndale
- Clay Center
- Clifton
- Garfield Center
- Green
- Idana
- Industry
- Ladysmith
- Longford
- Morganville
- Oak Hill
- Vining
- Wakefield

Townships
- Athelstane Township
- Blaine Township
- Bloom Township
- Chapman Township
- Clay Center Township
- Exeter Township
- Five Creeks Township
- Garfield Township
- Gill Township
- Goshen Township
- Grant Township
- Hayes Township
- Highland Township
- Mulberry Township
- Oakland Township
- Republican Township
- Sherman Township
- Union Township